# Staffan Widén
Arvid Staffan Widén (7 ottobre 1932 – maggio 2024) è stato un cestista svedese.
Era fratello di Bo e Örjan Widén.

## Carriera
Con la Svezia disputò tre edizioni dei Campionati europei (1953, 1955, 1961).